# Romange
Romange település Franciaországban, Jura megyében. Lakosainak száma 214 fő (2022. január 1.). Romange Malange, Amange, Audelange, Lavangeot, Lavans-lès-Dole és Vriange községekkel határos.

## Népesség
A település népessége az elmúlt években az alábbi módon változott:
| Lakosok száma | 202  | 199  | 203  | 199  | 200  | 201  | 203  | 205  | 214  |
|               | 2013 | 2015 | 2016 | 2017 | 2018 | 2019 | 2020 | 2021 | 2022 |